# Kelebija (Subotica, Srbija)
Kelebija (srp. Келебија, nje. Zelebjen, mađ. Kelebia) je pogranično selo na sjeveru autonomne pokrajine Vojvodine, Srbija.
Najsjevernije je naselje u Republici Srbiji. 

## Upravna organizacija
Upravno pripada općini Subotici, u Sjevernobačkom okrugu.

## Stanovništvo

### Etnički sastav
- Mađari = 1275 (58,81%)
- Srbi = 367 (16,93%)
- Hrvati = 138 (6,37%)
- Bunjevci = 133 (6,14%)
- Jugoslaveni = 102 (4,71%)
- ostali

### Povijesna naseljenost
- 1961.: 2974
- 1971.: 2434
- 1981.: 1995
- 1991.: 1975
- 2002.: 2168

## Znamenitosti
Znamenitosti na Kelebiji su:
- kuća Krnajski na Kelebiji
- trinaest bunara na Kelebiji

## Vanjske poveznice
- Kelebija  Arhivirana inačica izvorne stranice od 4. svibnja 2006. (Wayback Machine)